# Atheta shimbaoides
Atheta shimbaoides – gatunek chrząszcza z rodziny kusakowatych i podrodziny rydzenic.
Gatunek ten opisał po raz pierwszy w 2012 roku Roberto Pace. Jako lokalizację typową wskazano okolice stacji meteorologicznej na górze Kenia w Kenii. Epitet gatunkowy nawiązuje do podobnej A. shimbaensis.
Chrząszcz o błyszczącym, wydłużonym w zarysie ciele długości 2,4 mm. Czarniawobrązowa, silnie siateczkowana, z wyjątkiem podłużnego pasma środkowego wyraźnie i gęsto punktowana głowa ma skronie tak długie jak oczy. Czułki mają człon pierwszy żółtawoczerwony, człon drugi krótszy od poprzedniego i również żółtawoczerwony, człon trzeci tak długi jak poprzedni i czarny, człony czwarty i piąty czarne i dłuższe niż szerokie, człony szósty i siódmy czarne i tak szerokie jak długie, a człony od ósmego do dziesiątego czarne i szersze niż dłuższe. Czarniawobrązowe przedplecze ma silnie siateczkowaną oraz gęsto i bardzo powierzchownie punktowaną powierzchnię. Pokrywy są czarniawobrązowe, wyraźnie siateczkowane, gęsto i wyraźnie punktowane. Barwa odnóży jest rudobrązowa. Czarniawobrązowy odwłok ma mocno poprzeczne i powierzchowne siateczkowanie oraz drobne i dobrze widoczne ziarenkowanie.  Genitalia samca mają edeagus podobny do tego u A. shimbaensis, ale dłuższy, pozbawiony kolcowatego wyrostka wentralnego i o bokach w widoku brzusznym zbieżnych ku szczytowi.
Owad afrotropikalny, znany wyłącznie z góry Kenia w Kenii.